# Qingwa Hu
Qingwa Hu (kinesiska: 青蛙湖) är en sjö i Kina. Den ligger i den autonoma regionen Tibet, i den sydvästra delen av landet, omkring 720 kilometer nordväst om regionhuvudstaden Lhasa. Qingwa Hu ligger 4 921 meter över havet. Arean är 25,7 kvadratkilometer. Trakten runt Qingwa Hu består i huvudsak av gräsmarker. Den sträcker sig 8,0 kilometer i nord-sydlig riktning, och 6,2 kilometer i öst-västlig riktning.
Genomsnittlig årsnederbörd är 291 millimeter. Den regnigaste månaden är juli, med i genomsnitt 90 mm nederbörd, och den torraste är november, med 2 mm nederbörd.